# Rush Rhees
Rush Rhees (* 19. März 1905 in Rochester, USA; † 22. Mai 1989 in Swansea, Wales, Vereinigtes Königreich) war ein amerikanischer Philosoph der analytischen Philosophie, Hochschullehrer im Vereinigten Königreich sowie Schüler, Freund und Nachlassverwalter des Philosophen Ludwig Wittgenstein. Mit G. E. M. Anscombe und G.H. von Wright war er Mitherausgeber von Wittgensteins posthum erschienenen Schriften.

## Leben

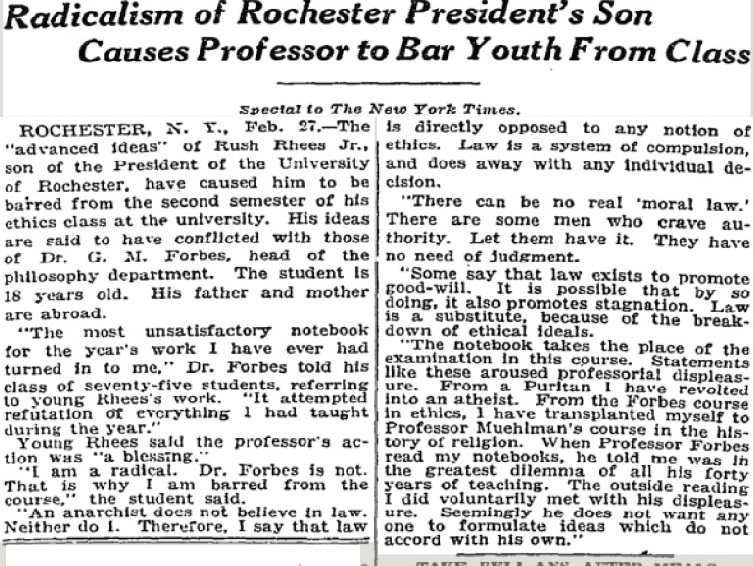
Rush Rhees auf der Titelseite der The New York Times Feb 1924.

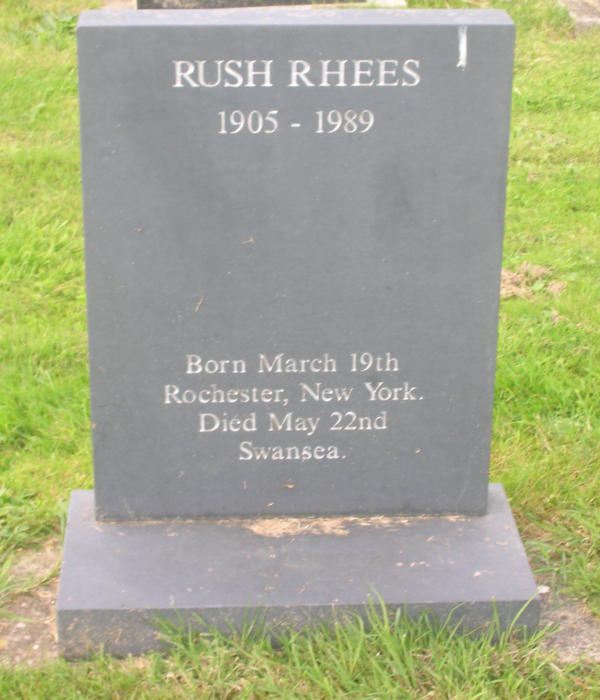
Grabstein

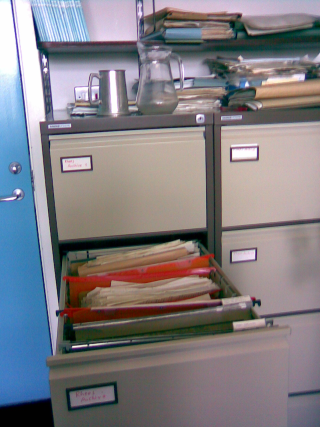
Rush Rhees Archiv Swansea

Rush Rhees begann im Alter von 16 Jahren sein Philosophiestudium an der University of Rochester, die zu dieser Zeit sein Vater, (Benjamin) Rush Rhees, als Rektor leitete. Im zweiten Studienjahr schloss ihn der Ethikprofessor George M. Forbes von seiner Vorlesung aus, weil der „seine Fragen als unhöflich und respektlos empfand“.
Die Auseinandersetzung schaffte es bis auf die Titelseite der The New York Times. Kurz darauf kehrte Rhees den Vereinigten Staaten den Rücken und schloss 1928 sein Studium an der University of Edinburgh im Vereinigten Königreich mit Auszeichnung ab, wo ihn vor allem John Anderson nachhaltig beeinflusst hatte.
In den folgenden Jahren lehrte er als wissenschaftlicher Mitarbeiter an der University of Manchester und als Doktorand bei G. E. Moore an der University of Cambridge, dazwischen traf er sich mit dem Franz Brentano Schüler Alfred Kastil an der Universität Innsbruck. Obwohl Moore ihn als „seinen fähigsten Studenten“ bezeichnet, gelang es ihm nie, eine Dissertation einzureichen. In Cambridge begann er Wittgensteins Vorlesungen zu besuchen und wurde schnell ein treuer Hörer und einer seiner engsten Freunde. Die Zeit als Wittgensteins Student währte nur einige Monate. 1937 kehrte er kurz an die Universität von Manchester zurück, um sich dann ganz vom Wissenschaftsbetrieb abzuwenden und bis 1940 als Schweißer in einer Fabrik zu arbeiten.
Ab 1940 war er als Hochschullehrer für Philosophie an der Swansea University in erster Linie als Wittgenstein Exeget bekannt. Gemeinsam mit G. H. von Wright und G. E. M. Anscombe wurde er in Wittgensteins Testament als Verwalter des literarischen Nachlasses eingesetzt. Außerdem war er Wittgensteins persönlicher Nachlassverwalter. Um sich mehr Zeit für die Verwaltung des Wittgensteinschen Erbes nehmen zu können, trat er 1966 in den Vorruhestand und zog nach London.
Die drei Herausgeber des immensen Nachlasses (Der rund 20.000 Seiten umfassende philosophische Nachlass wurde 2017 in die Liste des UNESCO-Weltdokumentenerbes eingetragen.) haben mit ihrer Arbeit Wittgensteins Philosophie für die Nachwelt erschlossen, aber mit ihren teilweise umstrittenen Entscheidungen auch deren Rezeption gelenkt und geformt. Dabei betonte Rhees besonders das religiöse und ethische Verständnis von Wittgensteins Werk.
Rhees beeinflusste auch eine größere Wahrnehmung der Werke anderer Philosophen, etwa das der französischen Philosophin Simone Weil. Eine Zeit lang war er Gastprofessor am King’s College London, und mit Peter Winch und Norman Malcolm bildete er dort ein Triumvirat von Wittgensteinianern.
Nach dem Tod seiner ersten Frau Jean Henderson, kehrte Rhees 1982 nach Swansea zurück. Mit der Künstlerin und Designerin (Margaret) Peg Smythies heiratete er 1985 die Witwe des Wittgenstein Jüngers Yorick Smythies und Ex-Frau von Barry Pink, einem Freund Yoricks, der ebenfalls ein Freund Wittgensteins in dessen letzten Jahren war.
In Swansea setzte Rhees seine Vorlesungen fort und kümmerte sich intensiv um den fortgeschrittenen wissenschaftlichen Nachwuchs. Seine eigenen Fähigkeiten betrachtete er sehr bescheiden und musste zur Annahme der Ehrendoktorwürde von Swansea überredet werden.
Zu Rhees Ehren wurde im Jahr seines Todes ein Essays-Band veröffentlicht: Wittgenstein: Attention to Particulars.
Sein Grab befindet sich auf dem Oystermouth Cemetery Friedhof in Mumbles einem Ortsteil von Swansea.
In den folgenden Jahren erschienen unter der Herausgeberschaft seines Schülers und literarischen Testamentsvollstreckers D. Z. Phillips zahlreiche posthume Sammlungen von Rhees Veröffentlichungen, Notizen und Manuskripten.
Rhees Papiere (ca. 16.000 Seiten Manuskripte unterschiedlichster Art) liegen in den Archiven der Swansea University.

## Werke (Auswahl)
Bücher
- 1969: Without Answers. Studies in ethics and the philosophy of religion, (archive.org – Leseprobe).
- 1970: Discussions of Wittgenstein

Posthum herausgegeben von D. Z. Phillips:
- 1997 On Religion and Philosophy.
- 1998 Wittgenstein and the Possibility of Discourse.
- 1999 Moral Questions. Swansea studies in philosophy
- 1999 Discussions of Simone Weil.
- 2003 Wittgenstein’s On Certainty: There – Like Our Life.
- 2004 In Dialogue with the Greeks. Band 1: The Presocratics and Reality. Band 2: Plato and Dialectic.

ausgewählte Papiere und Kapitel
- “Ontology” and Identity in the Tractatus. In: Peter Winch (Hrsg.): Studies in the Philosophy of Wittgenstein. 1969.
- Wittgenstein on Language and Ritual. In: Brian McGuiness (Hrsg.): Wittgenstein and His Times. University of Chicago Press, Chicago 1982, ISBN 0-226-55881-9,  S. 69 ff.

herausgegebene Werke
als (Mit-)Herausgeber von Wittgenstein:
- 1953 mit G. E. M. Anscombe (Übersetzerin): Philosophical Investigations.
- 1956 mit G. H. von Wright, G. E. M. Anscombe, Remarks on the Foundations of Mathematics. Oxford, überarbeitet 1978.
- 1958 The Blue and Brown Books: Preliminary Studies for the “Philosophical Investigations” mit einer Einführung von Rush Rhees (archive.org – Leseprobe).
- 1974 Philosophical Remarks, R. Hargreaves and R. White (Übers.) (archive.org – Leseprobe).
- 1975 Philosophical Grammar, Anthony Kenny (Übers.).

als Herausgeber anderer Autoren:
- 1952 Studies in Logic and Probability, eine Auswahl von Werken von George Boole mit einer Einführung von Rush Rhees
- 1981 Ludwig Wittgenstein: Personal Recollections von Norman Malcolm mit einem Nachwort von Rush Rhees

## Verwendung von O-Ton-Material in einer deutschen Hörspielproduktion
- 1993: Kai Buchholz: Das debile Dorf – Regie: Christiane Ohaus (Original-Hörspiel – SR/RB)[3]